# Baldriga de Bannerman
La Baldriga de Bannerman (Puffinus bannermani) és un ocell marí de la família dels procel·làrids (Procellariidae) que era considerat una subespècie de la baldriga d'Audubon. Cria a les illes Ogasawara i es dispersa pel Pacífic occidental.